# Tŕnie
Tŕnie é um município da Eslováquia, situado no distrito de Zvolen, na região de Banská Bystrica. Tem 12,29 km² de área e sua população em 2018 foi estimada em 424 habitantes.

## Demografia
| Ano:        | 1994 | 2004   | 2014    | 2024   |
| ----------- | ---- | ------ | ------- | ------ |
| Broj ljudi: | 347  | 362    | 417     | 427    |
| Razlika:    |      | +4,32% | +15,19% | +2,39% |

| Ano:               | 2023 | 2024   |
| ------------------ | ---- | ------ |
| Número de pessoas: | 429  | 427    |
| Diferença:         |      | -0,46% |